# الشركة العامة للكهرباء في ليبيا
الشركة العامة للكهرباء أو الشركة العامة للكهرباء في ليبيا هي شركة عامة مملوكة للدولة الليبية وأنشئت بموجب القانون رقم 17 لسنة 1984 ميلادي وتتولى تنفيذ المشاريع في مجال تشغيل وصيانة شبكات الكهرباء، ومحطات إنتاج الطاقة، وما يتصل بها من محطات التوزيع والتحويل، وخطوط نقل الطاقة وتوزيعها، ومراكز التحكم الكهربائية، وإدارة وتشغيل وصيانة محطات تحلية المياه في ليبيا ويقع مقر إدارتها الرئيسي في العاصمة الليبية طرابلس.

## مهام الشركة
تعمل الشركة على إنشاء وتنفيذ ما يحال إليها من مشروعات في المجالات المتعلقة بالطاقة الكهربائية.
وتقوم الشركة بتصنيع المعدات والمواد التي تستعملها بالتعاون مع الجهات المختصة.
وتقدم الشركة الخدمات العامة وخدمات المستهلكين في مجال الكهرباء مقابل الرسوم المقررة من الدولة.
تعمل الشركة على تنفيذ العديد من الخطط والمشاريع التي تهدف إلى تحقيق أهدافها وتقديم خدمات كهربائية للمواطنين في كافة ربوع ليبيا.
وتخطط الشركة بشكل مستمر لتطوير قدراتها وإمكانياتها في مجالات إنتاج الكهرباء وتطوير شبكات النقل والتوزيع ومراكز المراقبة والتحكم بهدف المحافظة على جودة التزويد بالطاقة الكهربائية.

## أزمة الكهرباء في ليبيا
تعاني مناطق مختلفة في ليبيا من انقطاع التيار الكهربائي بشكل متقطع خاصة في فصل الصيف ومع ازدياد الطلب على الطاقة ونقص كمية الطاقة المولدة في محطات الكهرباء التي تعاني من بعض المشاكل وتأخر عمليات الصيانة وتلف ودمار بعض المحطات بسبب أحداث الحرب الأهلية الليبية.